# 남해 화방사 향완
남해 화방사 향완(南海 花芳寺 香垸)은 대한민국 경상남도 남해군 고현면, 화방사에 있는 향완이다. 2010년 10월 7일 경상남도의 문화재자료 제509호로 지정되었다.

## 개요
황동으로 제작된 향완으로 향을 피우는데 사용된 향로의 일종이다. 향완의 특징은 밥그릇 모양의 몸체와 나팔상으로 벌어진 다리를 갖추고 있는 것을 말하는데 화방사 향로는 몸체와 다리를 따로 만들어 접합하여 완전한 형태를 이루었으며, 고려 향완의 형태를 잘 계승하고 있다. 몸체 구연에 붙은 넓은 전이 약간 휘어져 있는 것을 제외하면 상태도 양호한 편이다.

## 같이 보기
- 남해 화방사

## 참고 자료
- 남해 화방사 향완 - 국가유산청 국가유산포털